# 倪顒
倪顒（1429年—？），字廷瞻，浙江嘉興府海鹽縣人，明朝政治人物。進士出身。

## 生平
浙江鄉試第四十一名。天順元年（1457年）丁丑科會試第一百九名，殿試登進士第二甲第九十六名。

## 家族
曾祖倪富。祖父倪潤。父亲倪政，曾任教諭。